# Paraclius leucopilus
Paraclius leucopilus är en tvåvingeart som först beskrevs av Friedrich Hermann Loew 1857.  Paraclius leucopilus ingår i släktet Paraclius och familjen styltflugor. Inga underarter finns listade i Catalogue of Life.